# غريغ كوربيت
غريغ كوربيت (بالإنجليزية: Greg Corbett)‏ هو عازف بانجو أمريكي، ولد في 27 أغسطس 1972 في آشبورو في الولايات المتحدة، وتوفي في 24 أغسطس 2014 في تروي في الولايات المتحدة.